# Тикилешти (Тулћа)
Тикилешти (рум. Tichilești) насеље је у Румунији у округу Тулћа у општини Исакча. Oпштина се налази на надморској висини од 47 m.

## Становништво
Према подацима из 2002. године у насељу је живело 22 становника, од којих су сви румунске националности.